# Монлеале
Монлеа̀ле (на италиански: Monleale; на пиемонтски: Monlià, Монлия) е село и община в Северна Италия, провинция Алесандрия, регион Пиемонт. Разположена е на 184 m надморска височина. Населението на общината е 599 души (към 2010 г.).